# Йордан Канев
Йордан Канев (нар. 31 травня 1984) — колишній болгарський тенісист.
Найвищу одиночну позицію світового рейтингу — 306 місце досяг 9 серпня 2004, парну — 366 місце — 13 вересня 2004 року.
Здобув 1 одиночний та 4 парні титули.
Завершив кар'єру 2008 року.

## Рейтинг на кінець року
| Рік              | 2001 | 2002 | 2003 | 2004 | 2005 | 2006 | 2007 | 2008 |
| Одиночний розряд | -    | 1017 | 461  | 380  | 1032 | 791  | 984  | 1823 |
| Парний розряд    | 1536 | -    | -    | -    | 827  | -    | 783  | -    |

## Фінали челленджерів і ф'ючерсів

### Одиночний розряд: 4 (1–3)
| Легенда (одиночний розряд) |
| -------------------------- |
| Тур ATP Челленджер (0–0)   |
| ITF Ф'ючерс (1–3)          |

| Титули за покриттям |
| ------------------- |
| Тверде (0–0)        |
| Ґрунт (1–3)         |
| Трава (0–0)         |
| Килим (0–0)         |

| Результат | В-П | Дата     | Турнір                          | Рівень  | Покриття | Суперник         | Рахунок            |
| --------- | --- | -------- | ------------------------------- | ------- | -------- | ---------------- | ------------------ |
| Перемога  | 1–0 | Сер 2003 | Єгипет F1, Каїр                 | Ф'ючерс | Ґрунт    | Ярослав Поспішил | 6–4, 7–6(7–4)      |
| Поразка   | 1–1 | Бер 2004 | Індія F2, Колката               | Ф'ючерс | Ґрунт    | Сомдев Девварман | 4–6, 2–6           |
| Поразка   | 1–2 | Чер 2004 | Сербія і Чорногорія F2, Белград | Ф'ючерс | Ґрунт    | Никола Чирич     | 4–6, 7–6(7–1), 4–6 |
| Поразка   | 1–3 | Чер 2006 | Сербія і Чорногорія F1, Белград | Ф'ючерс | Ґрунт    | Івайло Трайков   | 4–6, 6–4, 1–6      |

### Парний розряд: 11 (4–7)
| Легенда (парний розряд)  |
| ------------------------ |
| Тур ATP Челленджер (0–0) |
| ITF Ф'ючерс (4–7)        |

| Титули за покриттям |
| ------------------- |
| Тверде (0–3)        |
| Ґрунт (4–4)         |
| Трава (0–0)         |
| Килим (0–0)         |

| Результат | В-П | Дата     | Турнір                           | Рівень  | Покриття | Партнер            | Суперники                                  | Рахунок                  |
| --------- | --- | -------- | -------------------------------- | ------- | -------- | ------------------ | ------------------------------------------ | ------------------------ |
| Поразка   | 0–1 | Жов 2003 | Кіпр F1, Нікосія                 | Ф'ючерс | Ґрунт    | Ілія Кушев         | Елефтеріос Алексіу Александрос Якуповіч    | 3–6, 3–6                 |
| Поразка   | 0–2 | Бер 2004 | Індія F2, Колката                | Ф'ючерс | Ґрунт    | Тодор Енев         | Мустафа Гусе Вішал Уппал                   | 4–6, 3–6                 |
| Перемога  | 1–2 | Чер 2004 | Сербія та Чорногорія F3, Белград | Ф'ючерс | Ґрунт    | Ілія Кушев         | Никола Чирич Ґоран Тошич                   | 6–7(8–10), 7–6(7–4), 6–0 |
| Поразка   | 1–3 | Гру 2004 | Катар F4, Доха                   | Ф'ючерс | Тверде   | Ілія Кушев         | Артем Сітак Дмитро Сітак                   | 6–7(5–7), 0–6            |
| Поразка   | 1–4 | Гру 2004 | Катар F5, Доха                   | Ф'ючерс | Тверде   | Ілія Кушев         | Артем Сітак Дмитро Сітак                   | w/o                      |
| Поразка   | 1–5 | Бер 2005 | Італія F5, Катанія               | Ф'ючерс | Ґрунт    | Стефано Янні       | Флавіо Чіполла Франческо Піккарі           | 3–6, 4–6                 |
| Поразка   | 1–6 | Лис 2005 | Канада F1, Торонто               | Ф'ючерс | Тверде   | Марко Груньйола    | Бенжамін Бекер Філіп Столт                 | 6–7(4–7), 6–4, 4–6       |
| Поразка   | 1–7 | Бер 2006 | Єгипет F2, Порт-Саїд             | Ф'ючерс | Ґрунт    | Предраг Русевський | Олександр Долгополов Джанкарло Петраццуоло | 1–6, 2–6                 |
| Перемога  | 2–7 | Вер 2006 | Болгарія F1, Пловдив             | Ф'ючерс | Ґрунт    | Ілія Кушев         | Роберт Ґустафссон Джим Мей                 | 7–6(7–3), 7–6(7–3)       |
| Перемога  | 3–7 | Вер 2006 | Болгарія F3, Софія               | Ф'ючерс | Ґрунт    | Ілія Кушев         | Тодор Енев Тихомир Грозданов               | 7–6(7–4), 6–4            |
| Перемога  | 4–7 | Чер 2007 | Республіка Македонія F1, Скоп'є  | Ф'ючерс | Ґрунт    | Ілія Кушев         | Даніель Данилович Лазар Магдинчев          | 1–6, 7–6(8–6), 6–4       |

## Кубок Девіса
2004 року Йордан Канев дебютував за збірну Болгарії в Кубку Девіса. Він виграв 2 і програв 5 матчів в одиночному розряді, виграв 1 і програв 2 - у парному (загалом 3–7).

### Одиночний розряд (2–5)
| Розіграш                         | Раунд | Дата            | Покриття  | Суперник        | W/L | Результат          |
| -------------------------------- | ----- | --------------- | --------- | --------------- | --- | ------------------ |
| Група II зони Європа/Африка 2004 | R1    | 11 квітня 2004  | Килим (I) | Карім Маамун    | W   | 7–6(7–1), 6–3      |
| Група II зони Європа/Африка 2004 | ЧФ    | 18 липня 2004   | Ґрунт     | Андреас Сеппі   | L   | 2–6, 5–7           |
| Група II зони Європа/Африка 2005 | ПФ    | 25 вересня 2005 | Тверде    | Сергій Бубка    | L   | 7–6(9–7), 4–6, 3–6 |
| Група II зони Європа/Африка 2006 | R1    | 7 квітня 2006   | Ґрунт     | Маркос Багдатіс | L   | 1–6, 2–6, 2–6      |
| Група II зони Європа/Африка 2007 | R1    | 8 квітня 2007   | Килим (I) | Денісс Павловс  | L   | 3–6, 1–6           |
| Група II зони Європа/Африка 2007 | ЧФ    | 20 липня 2007   | Ґрунт     | Маркос Багдатіс | L   | 2–6, 2–6, 2–6      |
| Група II зони Європа/Африка 2007 | ЧФ    | 22 липня 2007   | Ґрунт     | Петрос Багдатіс | W   | 6–4, 6–3           |

### Парний розряд (1–2)
| Розіграш                         | Раунд | Дата           | Партнер        | Покриття  | Суперники                          | W/L | Результат                     |
| -------------------------------- | ----- | -------------- | -------------- | --------- | ---------------------------------- | --- | ----------------------------- |
| Група II зони Європа/Африка 2004 | ЧФ    | 17 липня 2004  | Ілія Кушев     | Ґрунт     | Массімо Бертоліні Андреас Сеппі    | L   | 4–6, 0–6, 1–6                 |
| Група II зони Європа/Африка 2005 | R1    | 5 березня 2005 | Ілія Кушев     | Килим (I) | Ладо Чихладзе Іраклі Ушангішвілі   | W   | 6–4, 3–6, 6–4, 6–4            |
| Група II зони Європа/Африка 2006 | ЧФ    | 22 липня 2006  | Івайло Трайков | Ґрунт     | Корнель Бардоцький Гергей Кішдєрдь | L   | 6–4, 4–6, 4–6, 7–6(7–3), 9–11 |